# Pedro Castera
Pedro Castera Cortés (Ciudad de México, 23 de octubre de 1846 - Navidad de 1906), escritor, periodista y minero mexicano.

## Biografía
Nació en la Ciudad de México el 23 de octubre de 1846. Sus padres fueron José María Castera, secretario del Tribunal de Minería y tesorero de la Escuela Nacional de Minas, y doña Soledad Cortés. En 1850, año en que muere su padre, comienza a asistir a una escuela que se encontraba en el ex convento de San Francisco y tiene como tutor a Felipe Sánchez Solís. Después, inicia cursos en el colegio del profesor Pedro Delcour, pero abandona los estudios, como consecuencia de una nueva renuncia del presidente Antonio López de Santa Anna y de la inestabilidad política y social del país.
Por ese entonces, Castera trabaja en una fábrica de pólvora en Michoacán y al mismo tiempo realiza estudios de matemáticas en el Colegio de San Nicolás Hidalgo. Alentado por su tío Ignacio Castera, comienza estudiar la carrera de ingeniero minero. Sin embargo, suspende nuevamente los estudios, para enlistarse como soldado y luchar en la guerra contra la intervención francesa en 1862; así, participa en los fuertes de Santa Inés y San Javier alrededor de 1865. Marcha a Querétaro y bajo el mando del general Manuel F. Loera obtiene el grado de comandante. En 1867, durante su estancia en Querétaro, es nombrado regidor de policías y es considerado para ocupar un puesto en la Cámara de Representantes, sin embargo no llega a ocuparlo debido a que no cumple con la edad establecida.
Después de cinco años de participar en la guerra y derrotado finalmente el Segundo Imperio Mexicano de Maximiliano de Habsburgo, Castera abandona la vida militar y retoma los estudios de ingeniero en Minas y Química; trabaja en diferentes minas del país, y en cuanto puede, solicita al gobierno un privilegio para la extracción y fabricación de nitro artificial a través de un sistema de invención propia; el gobierno le concede este privilegio y el de extracción y fabricación de alcohol desinfectado.
En 1872 inicia su labor periodística con la publicación de comunicaciones espiritistas en el periódico La Ilustración Espírita, uno de los medios de difusión del espiritismo más importantes en México. En este mismo año publica sus primeros relatos, “Nubes”, "Sin nombre" y “Un viaje celeste” en El Domingo. Entre 1873 y 1874 publica varios cuentos en El Domingo y El Radical. De 1875 a 1877 publica sus cuentos mineros en El Federalista. En este mismo año da a conocer su primer libro de poemas, Ensueños.
En 1882 es nombrado director del periódico La República y del suplemento literario del mismo periódico, en sustitución de Ignacio Manuel Altamirano,  Al mismo tiempo, de la imprenta de La República, aparecen las colecciones de cuentos Impresiones y recuerdos, y Las minas y los mineros; la novela Carmen, la novela corta Los maduros y el libro de poemas Ensueños y Armonías.
Fue amigo, discípulo y compañero de Ignacio Manuel Altamirano. Tuvo reconocida amistad con Santiago y Justo Sierra, así como con Manuel de Olaguíbel, Francisco Sosa Escalante, Juan de Dios Peza y Vicente Riva Palacio, por mencionar algunos nombres. Formó parte de distintas asociaciones literarias entre las que se cuentan La Sociedad Mutualista de Escritores fundada por Altamirano; El Círculo Gustavo Adolfo Bécquer (1877) que funda en compañía de Francisco P. Urgell; la Sociedad de Geografía y Estadística, El Porvenir y El Liceo Científico y Literario. Su obra fue comentada por Ignacio Manuel Altamirano, Alfonso Duclós Salinas, Ángel Pola, Guillermo Prieto, Heberto Rodríguez, Manuel Gutiérrez Nájera y José Martí.
En 1883, a causa de una enfermedad mental, Castera ingresa al Hospital de dementes de San Hipólito, de donde sale un año después. Entre 1884 y 1890, se dedica a explotar y beneficiar minas en distintos estados del país, y publica esporádicamente. En 1890 da a conocer dos novelas más: Dramas en un corazón y  Querens. Muere en la Ciudad de México el 25 de diciembre de 1906.

## Recepción crítica
Pedro Castera ganó su lugar en la historia de la literatura mexicana del siglo XIX gracias a Carmen (1882), novela sentimental que recibió buenos comentarios de los críticos y un gran recibimiento por parte de los lectores, sin embargo, el éxito de su novela opacó durante mucho tiempo el resto de su producción, conformada además, por cuento, artículos periodísticos y poesía. Hasta el momento, la crítica se ha centrado en la prosa, ya que aún queda por rescatar su poesía y sus artículos periodísticos.
Su obra se produce en un periodo ecléctico en el que las últimas manifestaciones románticas entroncan con las preocupaciones del realismo y el naturalismo, así como con las aportaciones del modernismo, de ahí que en toda su producción, puedan encontrarse características de estos movimientos literarios. De esta forma, en Impresiones y recuerdos prevalecen elementos del romanticismo, aunque matizados con humor e ironía; en la célebre colección de cuentos Las minas y los mineros y en las novelas Los maduros y un poco menos en Dramas en un corazón Castera presta mayor atención al aspecto social y colectivo, con historias enmarcadas en la vida minera, que el autor conocía por experiencia propia. Finalmente, la novela Querens, que desarrolla el tema del hipnotismo y que es considerada, junto con su cuento "Un viaje celeste", muestras de ciencia ficción mexicana, marca diferencia con el resto de su producción, pero sin dejar de lado sus constantes: la ciencia, el espiritismo y el amor.

## Obra
- Ensueños, 1875.
- Las minas y los mineros, 1882.
- Impresiones y recuerdos, 1882.
- Carmen, 1882.
- Los maduros, 1882.
- Ensueños y Armonías, 1882.
- Querens, 1890.
- Dramas en un corazón, 1890.